# Francisco Javier Pérez-Griffo y de Vides
Francisco Javier Pérez-Griffo y de Vide (Madrid, 22 de enero de 1949) es un diplomático español. Fue embajador del Reino de España en la República de Bulgaria (2017-2019).

## Biografía
Nacido el 22 de enero de 1949 en Madrid, es licenciado en Derecho por la Universidad Complutense de Madrid y diplomado en Estudios Superiores de Derecho Público por la Universidad de París (Pantheón-Sorbonne).
Ingresó en 1978 en la Carrera Diplomática. Ha estado destinado en las representaciones diplomáticas españolas en Irán, Dinamarca, Venezuela y Naciones Unidas en Nueva York.
Ha sido Subdirector General Adjunto para Asuntos Jurídicos en la Dirección General de Coordinación Jurídica e Institucional Comunitaria, Delegado Permanente Adjunto en las negociaciones sobre Fuerzas Armadas Convencionales en Europa y Medidas de Fomento de la Confianza y Seguridad en Viena, Cónsul General en Oporto y Roma, Embajador en Namibia, Asesor en la Dirección General de Política Exterior para Europa, Asesor en el Gabinete del Ministro e Inspector General Jefe de Servicios en el Ministerio de Asuntos Exteriores y Cooperación.
En 2018 fue ascendido a Embajador de Grado por el Acuerdo de Consejo de Ministros. 
Casado, con tres hijos.